# Kaipan
Kaipan je malý český výrobce automobilů se zaměřením na sportovní roadstery.

## Historie

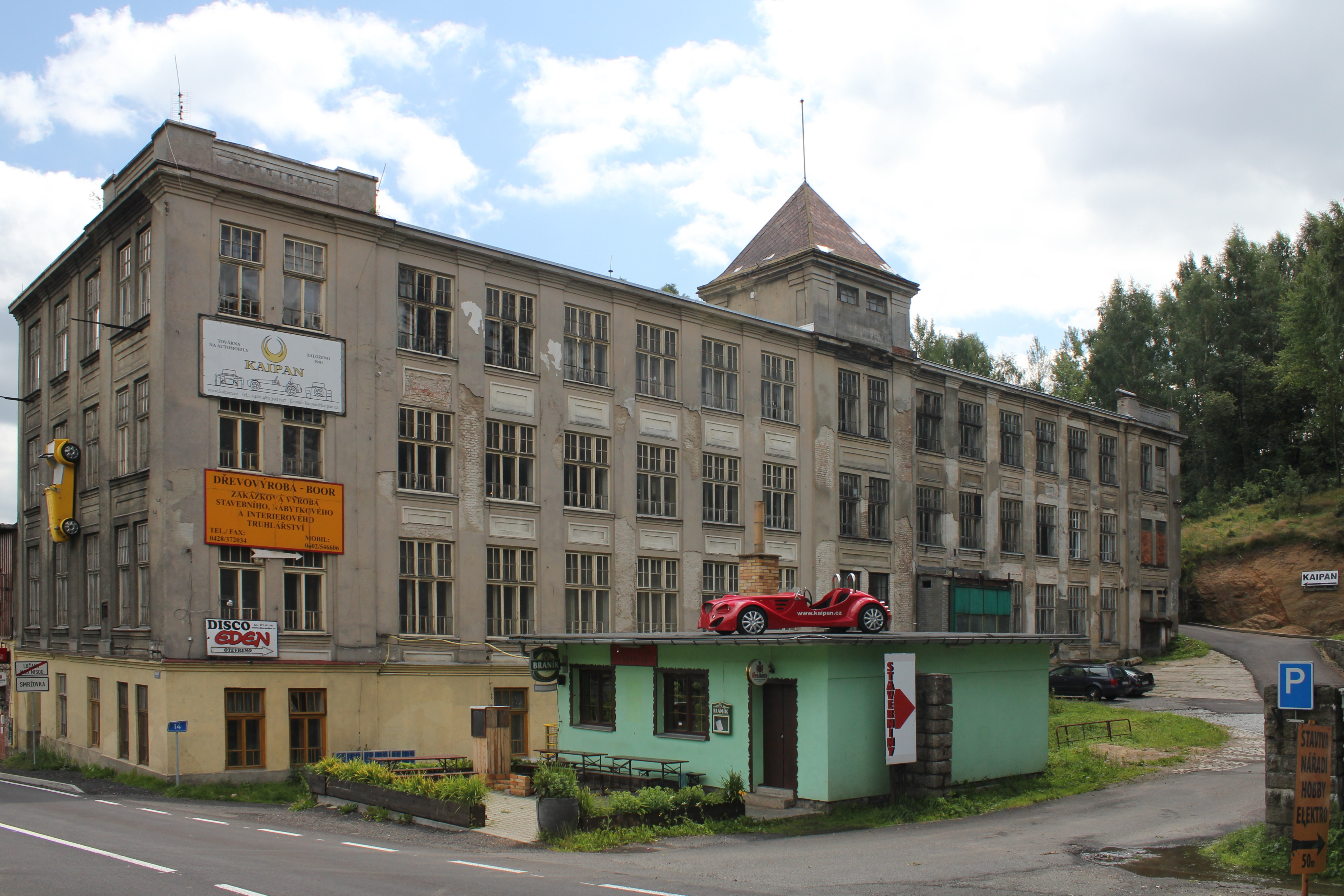
Sídlo firmy ve Smržovce

Firma byla založena roku 1991 s cílem nabídnout ryze český roadster podobný Lotusu Seven. Původní záměr dovážet vozy ze zahraničí se změnil na výrobu vlastního modelu.

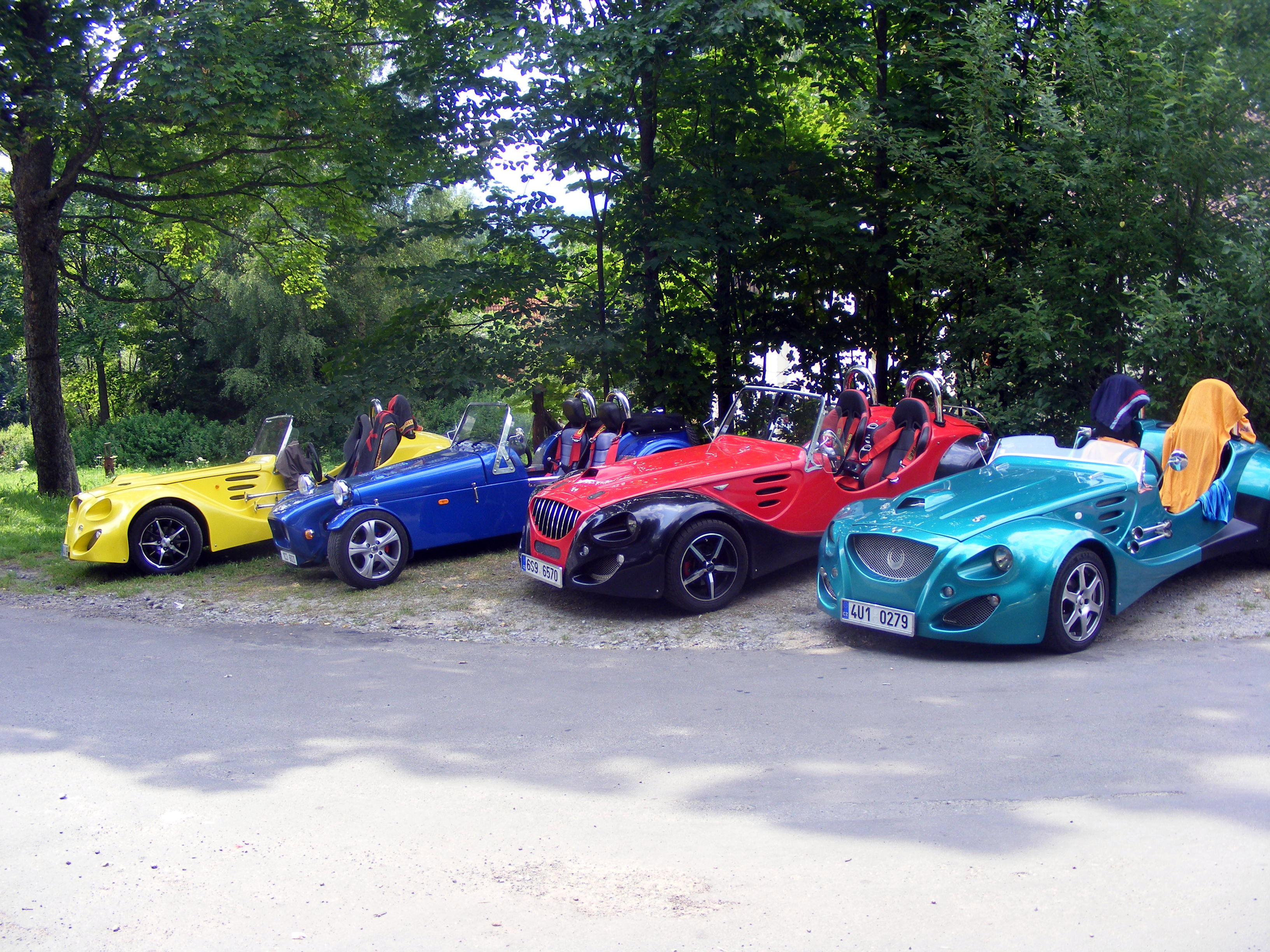
Různí Kaipani

První prototyp byl představen roku 1992, ale až do roku 1997 trval vývoj modelu Kaipan 47, schváleného pro sériovou výrobu a pro provoz na pozemních komunikacích. Dodnes byly vyrobeny desítky těchto automobilů.
V letech 2001–2002 byl vyvíjen typ Kaipan 57 s motorem Audi 1.8 Turbo 20v. Tento model nahradil na českém trhu původní Kaipan 47.

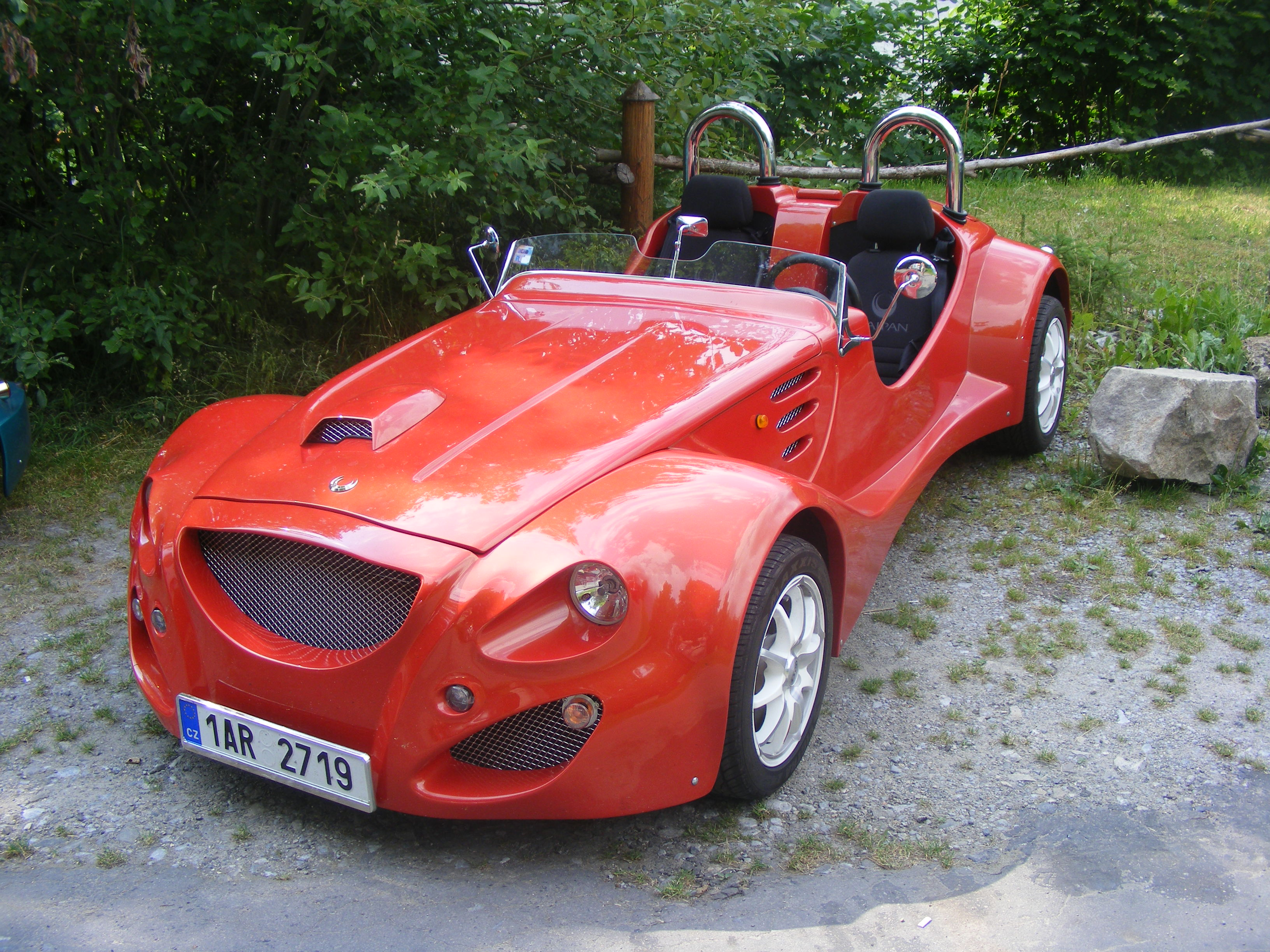
Kaipan 14

V létě 2006 byl po dvouletém vývoji schválen pro provoz na pozemních komunikacích model Kaipan 14 s motorem ze Škody. První dodávky vozů Kaipan 14 byly uskutečněny na začátku roku 2007. Stavebnice (bez dílů z favoritu) přišla na 235 000 Kč. Automobily Kaipan byly kromě České republiky vyexpedovány do Německa, Nizozemska, Srbska, Černé Hory a na Slovensko. V roce 2008 byl představen nástupce „čtrnáctky“ Kaipan 15, který dostal novější škodovácký motor.
V prosinci 2011 byl po dvou letech vývoje představen nový Kaipan 16, který dostal facelift a silnější motor, cena základní již složené verze byla 499 000 Kč. Kvůli přísnějším emisním předpisům Euro 5 také nahradil Kaipan 15. Naopak ve výrobním programu zůstane Kaipan 14, protože proces výroby je upraven jako přestavba původního vozu.
V roce 2018 byl představený Kaipan 57a, mezi hlavní inovace patří plnění emisní normy Euro 6.

## Modely
| Model     | Motor     | Max. výkon při ot./min | Max. rychlost | 0–100 km/h | Roky produkce |
| --------- | --------- | ---------------------- | ------------- | ---------- | ------------- |
| Kaipan 47 | Ford 2.0  | 78 kW, 5500 ot./min.   | 178 km/h      | 6.5 s      | 1997–2001     |
| Kaipan 57 | VW 1.8    | 110 kW, 5700 ot./min.  | 180 km/h      | 5.9 s      | od 2002       |
| Kaipan 14 | Škoda 1.3 | 50 kW, 5500 ot./min.   | 140 km/h      | 8 s        | od 2006       |
| Kaipan 15 | Škoda 1.4 | 44 kW, 5000 ot./min.   | 150 km/h      | ?          | 2008–2011     |
| Kaipan 16 | Škoda 1.2 | 77 kW, 5000 ot./min.   | 189 km/h      | 6.9 s      | od 2012       |